# Pachycondyla aequalis
Pachycondyla aequalis är en myrart som först beskrevs av Mann 1919.  Pachycondyla aequalis ingår i släktet Pachycondyla och familjen myror. Inga underarter finns listade i Catalogue of Life.